# Trein Observatie en Tracking Systeem
Het Trein Observatie en Tracking Systeem (TROTS) is het systeem dat de positie en de identiteit van treinen bepaalt en doorgeeft aan de treindienstleidingsposten van ProRail en het Besturingscentrum van de Nederlandse Spoorwegen. De railverkeersleiding heeft de positie van treinen nodig bij het sturen van het railverkeer.

## Ontwikkeling
Sinds eind jaren 80 werd gebruikgemaakt van het Treinnummervolgsysteem (TNV) om treinen te volgen. Door de intensivering van het railvervoer ontstond behoefte aan een nauwkeuriger en betrouwbaarder systeem voor identificatie en het vaststellen van de positie van treinen. 
De introductie van TROTS kende een langzaam verloop: sinds het begin van de 21e eeuw werd er al over het systeem gesproken en werd er ontwikkeld door het bedrijf Logica. Na vele jaren uitstel is TROTS eind 2008 als proef uitgerold op de post Groningen. In 2009 is de uitrol definitief van start gegaan, waarbij vanaf februari 2011 alle treindienstleidingsposten TROTS gebruiken als volgsysteem voor treinnummers.

## Techniek
De huidige versie van TROTS maakt gebruik van dezelfde meetgegevens als TNV, namelijk baangebonden elementmeldingen vanuit de treinbeveiligingssystemen. Dit betreft de status van individuele infra-elementen zoals secties en wissels. TROTS ondersteunt zowel de conventionele beveiliging als de nieuwe beveiligingen die in het kader van ERTMS zijn ontwikkeld. De baangebonden meetgegevens worden afgebeeld op een fijnmazig referentiestelsel, zodat de treinposities met hoge nauwkeurigheid worden gerapporteerd.
TROTS draait op een cluster van computersystemen, waarbij in geval van falen van een systeem de software automatisch op een ander systeem in het cluster wordt opgestart.
Deze versie van TROTS vormt aldus een opstap naar het gebruik van nieuwe meettechnieken in volgende releases (zoals gps, transponders of odometers) en de rapportage van additionele treinparameters zoals deuren open of dicht.

## Treinnummervolgsimulator
Naast TROTS draaide er op de treindienstleidingsposten ook nog een TNV simulator, TNVS genaamd, die samen met TROTS het verkeer verzorgde naar afnemende applicaties zoals het verkeersleidingssysteem VKL en het reisinformatiesysteem InfoPlus, die nog het TNV-model gebruikten om verplaatsingen en vertragingen van treinen te kunnen bepalen. InfoPlus is inmiddels omgebouwd en wordt gevoed door TROTS en VKL is vervangen door VOS.